# Arndt-Verlag (Bretten)
Der Arndt-Verlag ist ein deutscher Buch-, Kalender- und Zeitschriftenverlag mit Sitz in Bretten, der sich auf Publikationen über Papageien und andere Vögel spezialisiert hat. Der Verlag wurde von Thomas Arndt gegründet und gehört seit 2015 René Wüst.
Der Fachverlag ist nicht zu verwechseln mit dem rechtsgerichteten politisch orientierten Arndt-Verlag des Dietmar Munier in Kiel.

## Publikationen

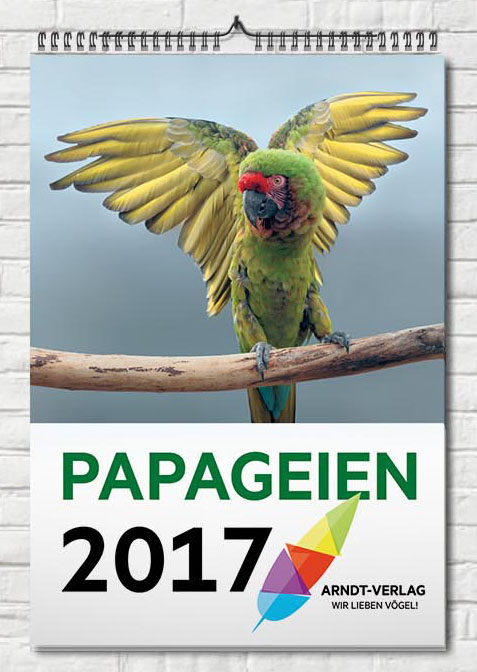
Titelseite Kalender Papageien 2017

### Zeitschriften
Im Jahr 1988 wurde die Fachzeitschrift Papageien gegründet. Sie erschien anfangs viermal jährlich, seit 1997 wird sie monatlich herausgegeben. Ihren thematischen Schwerpunkt bilden Papageien und Sittiche sowie deren Zucht, Haltung und Freileben. Fachbeiträge aus der Wissenschaft und Praxis, Freilandreportagen sowie tiermedizinische Themen ergänzen diese Inhalte. Fester Bestandteil ist zudem der – nach eigenen Angaben – größte deutschsprachige Kleinanzeigenmarkt zum Kauf und Verkauf von Papageien und anderen Vogelarten in Europa.
Das erstmals im Jahr 1995 veröffentlichte WP-Magazin wurde anfangs viermal jährlich publiziert, seit 1997 wird es zweimonatlich veröffentlicht. Es widmet sich insbesondere als Ratgeber für Haltung und Ernährung der Heimvogelhaltung aller Heimvogelarten. Darüber hinaus finden sich sowohl Berichte über freilebende Verwandte der typischen Heimvögel als auch tiermedizinische Texte und Erlebnisberichte aus der Ziervogelhaltung in dieser Publikation.
Mehrere Biologen, Tiermediziner und andere Experten bilden die Redaktionen der beiden Fachzeitschriften, verantwortlicher Redakteur für das WP-Magazin war bis August 2017 der Biologe Rainer Niemann, seitdem verantwortet Gaby Schulemann-Maier die Redaktion des WP-Magazins. Matthias Reinschmidt war verantwortlicher Redakteur der Fachzeitschrift Papageien von 1993 bis 2001, Thomas Arndt ab 2001 bis 2018.
Im April 2019 wurde die Fachzeitschrift Gefiederte Welt vom Eugen Ulmer Verlag übernommen. Somit wird der bisherige Wirkungsbereich von Papageien und Heimvögel auf Vögel erweitert.  

### Schriftenreihen
Von 1997 bis 1999 publizierte der Arndt-Verlag die Schriftenreihe Papageienkunde – Parrot Biology, die von Thomas Arndt, Ralph Schmidt und Werner Lantermann herausgegeben wurde. Die in den Schriften veröffentlichten Artikel hatten eine stark wissenschaftliche Ausrichtung und wendeten sich vor allem an Experten sowie Leser mit fundiertem Hintergrundwissen.

### Bücher
In der Buchsparte des Arndt-Verlags sind Ratgeber und Fachbücher sowie Lexika erschienen, darunter auch etliche Werke in englischer Sprache. Einige CD-ROMs hat der Arndt-Verlag ebenfalls herausgegeben. Sowohl die gedruckten als auch die elektronischen Publikationen befassen sich hauptsächlich mit Papageien und anderen Heimvögeln.
Der Arndt-Verlag ist zudem selbst Versand- und Onlinefachbuchhändler.

### Kalender
Neben seinen Buch- und Zeitschriftenpublikationen bringt der Arndt-Verlag seit 1993 verschiedene Wandkalender mit Vogelfotografien in verschiedenen Serien heraus.

## Leser-Workshops und Veranstaltungen
In Kooperation mit nationalen und internationalen Experten bietet der Arndt-Verlag regelmäßig Workshops für die Leser seiner Zeitschriften an. Seit 1999 findet nahezu jährlich in Kooperation mit der Loro Parque Stiftung (LPF) und dem Loro Parque (LP) ein LPF & „Papageien“-Workshop statt, im Jahr 2016 wurde der erste LPF & WP-Workshop veranstaltet. Während dieser Workshops wird den Teilnehmern vor allem Wissen über neueste Forschungserkenntnisse rund um die Haltung, Ernährung und Gesundheit der Papageien und Sittiche sowie deren Verhalten vermittelt.
Die erste Kooperationsveranstaltung „Tierhaltertag“ mit der Deutschen Veterinärmedizinischen Gesellschaft (DVG) fand 2017 unter der Leitung von Michael Lierz im Fachbereich Veterinärmedizin der Justus-Liebig-Universität Gießen statt.
2019 Gründung der „Akademie für Vogelhaltung“ als eigenständiger Geschäftsbereich des Arndt-Verlages. Das Ziel ist die Aus- und Weiterbildung, primär von Haltern sowie Züchtern von Papageien, Sittichen und anderen Heimvögeln. Das Bildungsprogramm hält sowohl Angebote für Anfänger als auch für fortgeschrittene Halter/Züchter bereit, von der privaten Haltung zu Hause bis zur professionellen Zuchtanlage; außerdem für Berufszielgruppen in zoologischen Einrichtungen, in der Tierpflege, im Zoofachhandel und im Arten- sowie Tierschutz. Die „Akademie für Vogelhaltung“ arbeitet mit weiteren Institutionen der Aus- und Weiterbildung und Universitäten zusammen.

## Kooperationspartner
- Bundesverband der Zootierpfleger
- Bundesverband für fachgerechten Natur- und Artenschutz
- Justus-Liebig-Universität Gießen
- Universität Rostock

Die Tierschutzbeauftragte des Landes Baden-Württemberg (Ministerium für Ländlichen Raum und Verbraucherschutz) fördert die Akademie und ist Dialogpartnerin bei allen Angeboten mit besonderem Fachbezug zum Tierschutz. 

## Mitgliedschaften
- Börsenverein des Deutschen Buchhandels
- Dachverband der Tierhalter (DV-TH)
- Verband Deutscher Zeitschriftenverleger (VDZ) und dessen größtem Landesverband, dem Süddeutschen Zeitschriftenverlegerverband (SZV)[13][14]
- Zentralverband Zoologischer Fachbetriebe Deutschlands (ZZF)
- Zoologische Gesellschaft für Arten- und Populationsschutz (ZGAP)